# 呂文徳
呂 文徳（りょ ぶんとく、? - 咸淳5年12月2日（1269年12月26日））は、南宋末期の将軍。弟に呂文煥・呂文信・呂文福がいる。

## 生涯
安豊の人。もとは薪割りであったが、軍に入り累進。身体が大きく色黒で、「黒灰将軍」と渾名された。騎督を経て、オゴデイ・カアン時代のモンゴル南征時に東路軍と戦い軍功を挙げた。後に四川制置使、荊湖安撫制置使、鄂州知州に任じられた。
四川制置使時代には当時の部下であった劉整を讒言し、モンゴルに走らせるなどの失策もあったが、開慶元年（1259年）にモンゴルのモンケ・クビライ兄弟らによる大規模な侵攻が行なわれた際には、鄂州でクビライの攻撃を防いだ。これらの功で、咸淳3年（1267年）に少傅に任じられる。クビライが即位し、咸淳4年（1268年）からアジュ・史天沢らを大将とした大規模な遠征軍を派遣すると襄陽・樊城の包囲に為すところが無かったために、引責辞任。間も無く病を経て没した。
一説にはモンゴルの間諜により、内通の嫌疑をかけられたともされるが、詳らかになったはいない。